# حسینیه و منزل میرجوادی
حسینیه و منزل میر جوادی مربوط به اواخر دوره قاجار است و در رودسر، میدان اصلی، ابتدای خیابان، روبروی کوچه رئیسیان واقع شده و این اثر در تاریخ ۱۱ شهریور ۱۳۸۲ با شمارهٔ ثبت ۹۹۲۵ به‌عنوان یکی از آثار ملی ایران به ثبت رسیده‌است.